# Anusch Apetjan
Anusch Apetjan (armenisch Անուշ Ապետյան; * 1986; † 13. September 2022 nahe Dschermuk, Armenien) war eine armenische Soldatin, die während eines aserbaidschanischen Angriffs auf Armenien, im September 2022, von Angehörigen der aserbaidschanischen Armee gefangen genommen und mutmaßlich gefoltert, vergewaltigt und verstümmelt wurde. Aserbaidschanische Nutzer in den sozialen Medien veröffentlichten kurz nach den Kämpfen ein Video, das den verstümmelten Körper von Apetjan zusammen mit aserbaidschanischen Soldaten zeigt.

## Tathergang
Im September 2022 wurden während einer Phase des Waffenstillstandes mehrere Stellungen der armenischen Armee von den aserbaidschanischen Streitkräften angegriffen. Die aserbaidschanischen Soldaten rückten entlang der Frontlinie nahe Dschermuk vor. Das armenische Verteidigungsministerium meldete, dass ungefähr ein Dutzend ihrer Soldaten von den Aserbaidschanern gefangen genommen wurden, darunter auch die Soldatin Apetjan.
Nach der Gefangennahme Apetjans wurde sie vergewaltigt. Danach wurde sie erschossen, und zwei ihrer Finger wurden abgeschnitten und ihr in den Mund gesteckt. Ihre Augen wurden ausgestochen und mit Steinen ersetzt. Auch wurden ihr die Arme und Beine abgeschnitten. Hassbotschaften gegen Armenier wurden auf ihre Brust geschrieben.

## Familie
Apetjan hinterließ drei Kinder im Alter von 4, 15 und 16 Jahren.

## Reaktionen
Das Video löste große Empörung in der armenischen Öffentlichkeit aus. Der armenische Regierungschef Nikol Paschinjan warf Aserbaidschan in einer Rede vor den Vereinten Nationen gezielte Kriegsverbrechen gegen Armenier vor.
Eine offizielle Reaktion aus Aserbaidschan blieb aus.